# Stephaneum (Bad Goisern am Hallstättersee)
Das Stephaneum ist ein Gebäude am Rudolf-von-Alt-Weg 5 in Bad Goisern am Hallstättersee und ehemalige katholische Privatschule.
Die Ordensgemeinschaft der Brüder der christlichen Schulen gründete die Goiserer Schule am 18. September 1901. Im Jahr 1914 wurde das heutige Gebäude errichtet. 1927 folgte eine Erweiterung des Gebäudes und die Gründung einer Knaben-Hauptschule, ab 1984 durften erstmals auch Mädchen die Schule besuchen (Koedukation). Im Jahr 2012 wurde die Schule geschlossen. Die Liegenschaft befindet sich im Eigentum der Diözesane Immobilien-Stiftung der Diözese Linz.
2010 wurde die Schule aufgrund von Ermittlungen wegen Misshandlungen von Schülern durch Geistliche in der Zeit von 1968 bis 1985 medial bekannt.

## Bekannte Absolventen
- Hubert Neuper (* 1960), Skispringer[2]